# Margarete Susman
Margarete Susman (verheiratete Margarete von Bendemann; * 14. Oktober 1872 in Hamburg; † 16. Januar 1966 in Zürich) war eine jüdisch-deutsche Religionsphilosophin, Kultur-Essayistin und Poetin. Sie schrieb zuerst Lyrik, dann Bücher und Essays über Dichtung, Feminismus, die Revolution sowie über das Judentum, seine Religion und seine Stellung in einer christlichen Umwelt.

## Leben
Margarete Susman entstammte einer wohlhabenden assimilierten jüdisch-deutschen Kaufmannsfamilie aus Hamburg, wo sie eine Privatschule besuchte. Nachdem der Vater Adolph Susman (1836–1892) 1883 nach Zürich übergesiedelt war, besuchte Margarete Susman dort zunächst die Volksschule und im Anschluss die Höhere Töchterschule. Nach dem Tod von Adolph Susman ging Jenni Susman, geb. Katzenstein, (1845–1906) mit ihren beiden Töchtern in ihre Heimatstadt Hannover, wo sie 1906 nach langer Krankheit verstarb.
Erst nach dem plötzlichen Tod des Vaters, der ihr ein Studium verwehrt hatte, begann Margarete Susmann, nachdem sie sich zunächst mit der Lektüre vor allem naturalistischer Literatur und Werken Friedrich Nietzsches, darunter des Zarathustra, aber auch mit Malen und Dichten beschäftigt hatte, ein Studium der Malerei und des Kunstgewerbes. Ab 1892 studierte sie Malerei in Düsseldorf, ab 1899 besuchte sie eine Kunstgewerbeschule in München, ab 1903 weilte sie in Paris. Dort begegnete sie erneut dem Düsseldorfer Kommilitonen Eduard von Bendemann, dem Sohn des Admirals Felix von Bendemann und Enkel des Malers Eduard Bendemann. 1906 heiratete sie ihn. Aus ihrer Ehe ging der spätere Journalist Erwin von Bendemann (* 1906; † 17. März 2006 in Epsom, Surrey) hervor.
Um die Jahrhundertwende studierte sie Philosophie bei Theodor Lipps in München und danach bei Georg Simmel in Berlin, der ihr sein 1906 erschienenes Buch „Die Religion“ widmete. In München lernte sie Gertrud Kantorowicz und über sie Karl Wolfskehl, beide jüdisch-deutsche Mitglieder des George-Kreises, kennen und wurde durch erstere in Berlin in den Kreis um Georg und Gertrud Simmel eingeführt, zu dem Ernst Bloch, Bernhard Groethuysen und Martin Buber gehörten, mit denen sie ebenso wie mit dem mit Buber befreundeten Gustav Landauer lebenslange Freundschaften verband.
1901 erschien ihr erster Gedichtband Mein Land. In Berlin kam sie stärker mit der Philosophie, mit Platon und Spinoza, in Berührung. Im Auftrag Simmels übersetzte sie die 1903 erschienene Introduction à la métaphysique des französischen Philosophen Henri Bergson, einem der Begründer der auch von Simmel vertretenen Lebensphilosophie, die sich für sie und ihre weiteren Arbeiten als prägend erwiesen. Im selben Jahr erlebte sie im Hause Wolfskehl eine Lesung von Gedichten Stefan Georges, den sie bald auch persönlich kennenlernte, ohne doch, trotz lobender Äußerungen Georges zu ihrem Gedichtband, dem Kreis näher zu treten. 1914 kam es zu einer weiteren Begegnung mit George wegen ihrer Behandlung seiner Dichtung in ihrem Buch Das Wesen der modernen deutschen Lyrik. Die Auseinandersetzung mit seinem Werk war eines ihrer Lebensthemen.
Ab 1907 arbeitete sie u. a. als Essayistin für die Frankfurter Zeitung. Aus den hier veröffentlichten Beiträgen geht 1910 der Band Das Wesen der modernen deutschen Lyrik hervor, der in Stefan Georges Werk den Höhepunkt der in der Moderne zur Kunstreligion erhobenen symbolistischen Dichtung feierte, die den abgestorbenen durch einen neuen vom Dichter erschaffenen Mythos ersetze. Die Auseinandersetzung mit George nahm sie in einem 1928 in Pontigny gehaltenen Vortrag wieder auf, in dem sie der Lyrik die Aufgabe zuwies, im Sinne der platonischen Anamnesis-Lehre, die „Wiedererinnerung an ein Reich der Ideen, der Urbilder der Dinge“, zu bewirken, und Georges Selbstverständnis als Poeta Vates und Künder des in der Form des schönen Körpers einverleibten Göttlichen als die Verkörperung des Dichterischen schlechthin pries. Dabei sprach sie im Sinne der Orthodoxie des George-Kreises der vom Dichter geschauten und zur Sichtbarkeit gebrachten als „Gestalt“ objektiv gültige Wahrheit zu, während der bloß subjektive Ausdruck individueller Gefühle keinesfalls Gegenstand wahrer Kunst sein könne.
Bereits 1907 war ihr zweiter Lyrikband Neue Gedichte erschienen. 1912 zog sie in die Schweiz nach Rüschlikon bei Zürich, wohin sie nach einem Aufenthalt in Frankfurt von 1915 bis 1917, zurückkehrte. 1907 erschien Die Liebenden. Nach der Trennung von ihrem Ehemann, mit dem sie eine Zeit bei Säckingen in einem Bauernhaus gelebt hatte, zog sie nach Arosa, von wo sie später nach Deutschland zurückkehrte.
Nach dem I. Weltkrieg engagierte sie sich für die sozialen und politischen Ziele der Frauenbewegung und forderte in kritischer Wendung gegen das Frauenbild der jüdisch-christlichen Tradition, aber auch gegen die männerbündische Ausrichtung des Georgekreises die Schaffung eines weiblichen Selbstbildes. 1918 erschien ihr Vortrag Die Revolution und die Frau. 1921 begegnete sie Franz Rosenzweig und rezensierte dessen Hauptwerk Der Stern der Erlösung. Ab 1926 war sie ständige Mitarbeiterin von „Der Morgen. Monatsschrift der deutschen Juden“. 1926 publizierte sie dort den Aufsatz Das Frauenproblem in der heutigen Welt, mit dem sie sich aufgrund ihrer Bestimmung der spezifisch weiblichen Sendung als des Auftrags, „über den Umweg durch die entgöttlichte Welt des männlichen Geistes hinweg, die in unserer Welt entwurzelte Seele […] wieder in ihr eigenes Reich zu führen und damit unsere Welt neu im Göttlichen zu gründen“ weit von den konkreten sozialen und politischen Zielen der organisierten Frauenbewegung entfernte. In dieselbe Zeit fiel auch eine Hinwendung zum Judentum und zum Zionismus. Auch hier ging es ihr jedoch nicht in erster Linie um Fragen der Emanzipation und Gleichberechtigung, sondern um eine besondere soteriologische Mission für die Welt, zu der die Juden gerade durch ihre Heimatlosigkeit in Raum und Zeit prädestiniert seien. Zion sei „eine himmlische Heimat, eine Zukunft der Seele“, wie sie in Die Revolution und die Juden von 1919 sagte. In dem 1921 publizierten Aufsatz Die Brücke zwischen Judentum und Christentum betonte sie, „dass der Jude [...] in keiner zeitlichen Konstellation, in keiner Gestalt des geschichtlichen Lebens sein letztes Ziel haben und darum in keinem realen Staat und Land seine endgültige Heimat finden kann.“ 1928, im Jahr der Scheidung von ihrem Ehemann Eduard, zog sie erneut nach Frankfurt, wo sie sich weiterhin politisch betätigte.
Nach der Machtübernahme Adolf Hitlers emigrierte sie sofort in die Schweiz, wo sie im Kreis des Theologen Leonhard Ragaz mitwirkte und ab 1935 für dessen Zeitschrift „Neue Wege“ schrieb. Die Erfahrung des radikalen Antisemitismus und des Holocaust – ihre bereits seit 1934 verwitwete Schwester Paula Hammerschlag (1870–1942) hatte sich, als die Deportationen begannen, das Leben genommen – verstärkte noch ihre bereits in den 20er Jahren in die Wege geleitete religiös motivierte Hinwendung zur jüdischen Spiritualität.
Den Holocaust deutete sie in ihrem 1946 erschienenen Buch Das Buch Hiob und das Schicksal des jüdischen Volkes sinnstiftend als Glaubensprüfung. Unter dem Einfluss Martin Bubers gewann auch für sie der ultraorthodoxe Chassidismus Bedeutung als „die letzte große explizit religiöse, d. h. an den offenbaren Gott angeschlossene und aus ihm lebende Erscheinung des jüdischen Geistes.“
Bis zu ihrem Tod lebte sie in einer kleinen Dachwohnung in Zürich. Ihre politischen Aktivitäten gegen den Nationalsozialismus riefen die Schweizer Fremdenpolizei auf den Plan, die ihr, einer Ausländerin, ein Rede- und Publikationsverbot auferlegten. 1934 kam es nach jahrzehntelanger Unterbrechung im Hause des niederländischen Religionsphilosophen Gerbrand Dekker in Meilen bei Zürich zu einer erneuten Begegnung mit Wolfskehl, die zu intensiven Kontakten und zu einem Gedankenaustausch führten, der trotz eines schweren Zerwürfnisses aufgrund von Missverständnissen und Vorwürfen brieflich bis zu dessen Lebensende fortgesetzt wurde. 1948 versah sie ihr Werk Hiob anlässlich der zweiten Auflage mit einem neuen Vorwort, in dem sie sich mit der Gründung des Staates Israel auseinandersetzte. 1953 erschienen unter dem Titel Aus sich wandelnder Zeit ihre gesammelten Gedichte im Diana-Verlag, Zürich. 1964 legte sie ihre Autobiographie Ich habe viele Leben gelebt vor, die sie nahezu erblindet diktieren musste, was sie als so erhebliche Beeinträchtigung ihrer Arbeitsmöglichkeiten erlebte, dass sie ihre Leser um Nachsicht dafür bat, dass sie lediglich ein Fragment vor sich hätten.
In hohem Alter bemühte sie sich um ein Verständnis von Paul Celans Gedichten, der sie mehrfach in Zürich besuchte. Obwohl sie Kontakt mit Intellektuellen wie Ernst Bloch aus Deutschland pflegte, reiste sie nach dem Zweiten Weltkrieg nie mehr nach Deutschland. Sie starb 1966 in Zürich und wurde dort am 21. Januar auf dem jüdischen Friedhof Oberer Friesenberg beigesetzt.

## Ehrungen
1959 erhielt sie die Ehrendoktorwürde der Freien Universität Berlin. Die Fachstelle für Gleichstellung in Zürich ließ an bestehende Strassen ohne Umbenennung, Tafeln anbringen, um auf historische Persönlichkeiten hinzuweisen. Am Margaretenweg in Zürich ist eine solche Tafel für Margarete Susman angebracht.

## Werke (Auswahl)
- Mein Land. Schuster & Loeffler, Berlin 1901.
- Neue Gedichte. R. Piper & Co., München 1907.
- Das Wesen der modernen deutschen Lyrik. Strecker & Schröder, Stuttgart 1910.
- Vom Sinn der Liebe. Diederichs, Jena 1912.
- Die Liebenden. 3 dramatische Gedichte. Wolff, Leipzig 1917.
- Die Revolution und die Frau. Tiedemann & Uzielli, Frankfurt am Main 1918.
- Lieder von Tod und Erlösung. Gedichte. Drei Masken, München 1922.
- Expressionismus. Städtische Kunstgewerbeschule, Frankfurt am Main 1925.
- Das Frauenproblem in der gegenwärtigen Welt. In: Der Morgen 2 (1926), 431–452.
- Die Frauen der Romantik. Diederichs, Jena 1929; 3., erweiterte und veränderte Auflage. Joseph Melzer, Köln 1960.
- Susman über Stifters Abdias, im Vgl. mit Shakespeares und Rembrandts Bild vom Juden.
- Das Buch Hiob und das Schicksal des jüdischen Volkes. Steinberg, Zürich 1946.
- Deutung einer grossen Liebe: Goethe und Charlotte von Stein. Artemis, Zürich 1951.
- Gestalten und Kreise. Diana, Zürich 1954.
- Aus sich wandelnder Zeit. Gedichte. Diana, Zürich 1953.
- Deutung biblischer Gestalten. Die biblische Mosesgestalt. Ezechiel, der Prophet der Umkehr. Saul und David, zwei ewige Gestalten. Die Friedensbotschaft der Propheten. Diana, Zürich 1955.
- Die geistige Gestalt Georg Simmels. Mohr, Tübingen 1959. (Online siehe Weblinks, Susman-Seiten).
- Ich habe viele Leben gelebt. Erinnerungen Deutsche Verlags-Anstalt, Stuttgart 1964. (Lebenserinnerungen. Online siehe Weblinks, Susman-Seiten).
- Vom Geheimnis der Freiheit. Gesammelte Aufsätze 1914–1964. Agora, Darmstadt  1965.
- „Das Nah- und Fernsein des Fremden“. Essays und Briefe. Jüdischer Verlag, Frankfurt am Main 1992, ISBN 3633540563
- Gesammelte Schriften. 5 Bde., hrsg. v. Anke Gilleir u. Barbara Hahn. Mit einem Nachwort der Herausgeberinnen. Wallstein, Göttingen 2022, ISBN 9783835352964